# Park Jung-hae
Park Jung-Hae est un footballeur sud-coréen né le 21 avril 1987.